# 锡布利 (爱荷华州)
锡布利（英語：Sibley）是美国艾奥瓦州奥西欧拉县的城市，是奥西欧拉县的县城。2010年人口普查的人口为2,798人。爱荷华州的最高点鹰眼点也在附近。